# Fosso delle Costarelle
Il Fosso delle Costarelle è un torrente umbro, affluente in sinistra idrografica del Fersinone, nel quale sfocia tra le frazioni di San Venanzo, Poggio Aquilone e quella di Marsciano, Migliano. 

## Descrizione
Nasce in località Cornia (Poggio Aquilone) e scorre per 5,7 chilometri intorno al borgo sanvenanzese prima di gettarsi ai piedi del paese nel Fersinone. Portata fortemente influenzata dalle precipitazioni e dalle stagioni.